# کلیف بریتون
کلیف بریتون (به انگلیسی: Cliff Britton) بازیکن فوتبال زادهٔ ۲۹ اوت ۱۹۰۹ اهل انگلستان بود که سابقهٔ بازی در تیم ملی فوتبال انگلستان را در کارنامهٔ خود دارد. وی در تاریخ ۲۹ سپتامبر ۱۹۳۴ نخستین بازی ملی خود را در مقابل تیم ملی فوتبال ولز انجام داد و با حضور در ۹ بازی ملی، در تاریخ ۱۷ مه ۱۹۳۷ واپسین بازی ملی‌اش را در برابر تیم ملی فوتبال سوئد برگزار کرد.
این بازیکن توانسته در بازی‌های ملی، ۱ گل به ثمر برساند.